# Norie Sato
Norie Sato (* 19. Juli 1949 in Sendai, Japan) ist eine US-amerikanische Künstlerin, die vor allem für ihre ortsspezifischen Kunstwerke im öffentlichen Raum bekannt ist. Sie lebt und arbeitet in Seattle im US-Bundesstaat Washington.

## Leben
Norie Sato zog im Alter von vier Jahren mit ihrer Familie in die USA. Nach einigen Jahren in Michigan schloss sie 1971 ihr Studium an der University of Michigan mit einem Bachelor of Fine Arts in Druckgrafik ab. 1972 zog sie nach Seattle und schloss 1974 ihr Studium an der University of Washington mit einem Master of Fine Arts in Print and Video ab. Seitdem lebt sie in Seattle und ist in der dortigen Kunstszene aktiv. Norie Sato war Mitglied des Visual Arts Advisory Panel des National Endowment for the Arts und des Public Art Network Council von Americans for the Arts. Zudem ist sie Kommissarin der Seattle Design Commission.

## Werk
Norie Sato ist eine multidisziplinäre Künstlerin, die in verschiedenen Medien arbeitet, darunter Skulptur, Glas, Terrazzo, Metall und Video. Ihre Arbeiten sind oft ortsspezifisch und entstehen in enger Zusammenarbeit mit Architekten, Stadtplanern und anderen Künstlern. Sie legt großen Wert darauf, dass sich ihre Werke harmonisch in die Umgebung einfügen und bezieht häufig Lichteffekte, Landschaftsgestaltung und Mosaike mit ein.

## Ausgewählte Werke
- Seattle Light Rail System: Sato gestaltete Kunstwerke für die Columbia City Station des Seattle Light Rail Systems.
- The Reflection Room: Ein Meditationsraum am San Diego International Airport, der von Sato entworfen wurde.
- Romare Bearden Park: Künstlerische Beiträge zum Park in Charlotte, North Carolina.
- San Francisco International Airport: Gestaltung von Glaswandbildern im Terminal 2 des Flughafens.
- Port of Portland Headquarters: Künstlerische Arbeiten für die Zentrale des Hafens von Portland, Oregon.
- Palmer Human Development and Family Studies Building: Kunstwerke für das Gebäude an der Iowa State University.
- Spirit of Inquiry: Skulptur an der University Drive und Rural Road Metro Station in Tempe, Arizona.
- Chisholm Trail Parkway: Künstlerische Beiträge zur Autobahn in Fort Worth, Texas.
- Waterfront Seattle’s Union Street East-West Connector: Laufendes Projekt zur Gestaltung des öffentlichen Raums in Seattle.

## Auszeichnungen
Norie Sato erhielt zahlreiche Auszeichnungen, darunter:
- 1979 und 1981: National Endowment for the Arts Fellowships.
- 1983: Betty Bowen Award.
- 1998: Honor Award der National Terrazzo and Mosaic Association.
- 2013: Twining Humber Award von Artist Trust, Washington State.
- 2014: Public Art Network Leadership Award von Americans for the Arts.
- 2014: Washington State Governor’s Arts and Heritage Individual Artist Award.